# Dilophia ebracteata
Dilophia ebracteata är en korsblommig växtart som beskrevs av Carl Maximowicz. Dilophia ebracteata ingår i släktet Dilophia och familjen korsblommiga växter. Inga underarter finns listade i Catalogue of Life.